# Calorezia
Calorezia Panero, 2007 è un genere di piante angiosperme dicotiledoni della famiglia delle Asteraceae.

## Etimologia
Il nome del genere deriva da una combinazione dei nomi di due genere affini Calopappus (un sinonimo di Nassauvia) e Perezia. Il nome allude anche alla bellezza di queste piante.

## Descrizione
Le specie di questo gruppo hanno un habitus erbaceo perenne. Sono prive di lattice.
Le foglie per lo più sono basali e normalmente formano una rosetta basale su rami brachiblasti (rami corti con corti internodi). La lamina fogliare ha un contorno ovale e sono profondamente roncinate.
Le infiorescenze sono composte da capolini terminali e solitari. I capolini sono formati da un involucro a forma spiraleggiante composto da brattee (o squame) all'interno delle quali un ricettacolo fa da base ai fiori. Le brattee, simili a foglie, disposte su alcune serie in modo embricato sono di vario tipo e consistenza. Il ricettacolo, pubescente, a forma convessa è nudo (senza pagliette).
I fiori sono tetraciclici (a cinque verticilli: calice – corolla – androceo – gineceo) e in genere pentameri (ogni verticillo ha 5 elementi). I fiori omomorfi (a forme tutte uguali) e sono inoltre ermafroditi e fertili.
- Formula fiorale:

*/x K {\displaystyle \infty }, [C (5), A (5)], G 2 (infero), achenio
- Calice: i sepali del calice sono ridotti ad una coroncina di squame.
- Corolla: le corolle, glabre, sono bilabiate (3 + 2) e sono colorate di rosa-violaceo.
- Androceo: l'androceo è formato da 5 stami con filamenti liberi e antere saldate in un manicotto circondante lo stilo.[9] Le antere, colorate di blu, in genere hanno una forma sagittata con appendici apicali acute. Le teche sono calcarate (provviste di speroni) e provviste di code. Il polline normalmente è tricolporato a forma sferica (può essere microechinato).
- Gineceo: il gineceo ha un ovario uniloculare infero formato da due carpelli.[9]. Lo stilo, glabro, è unico e con due stigmi e un disco nettarifero. Gli apici degli stigmi sono troncati o arrotondati e sono ricoperti da piccole papille o in qualche caso da peli penicillati. L'ovulo è unico e anatropo.

I frutti sono degli acheni con pappo. La forma degli acheni varia da tubolare a spiraleggiante (raramente è compressa); le pareti sono ricoperte da coste (raramente sono presenti dei rostri) e sono glabre (o eventualmente setolose). Il carpoforo (o carpopodium) è uno stretto anello o corto cilindro oppure è assente. Il pappo (raramente è assente) è formato da setole multiple e persistenti, disposte su 2 serie, sono barbate o piumose del tutto o a volte sono subpiumose solo apicalmente oppure sono appiattite, ed è direttamente inserito nel pericarpo o connato in un anello parenchimatico posto sulla parte apicale dell'achenio.

## Biologia
- Impollinazione: l'impollinazione avviene tramite insetti (impollinazione entomogama tramite farfalle diurne e notturne).
- Riproduzione: la fecondazione avviene fondamentalmente tramite l'impollinazione dei fiori (vedi sopra).
- Dispersione: i semi (gli acheni) cadendo a terra sono successivamente dispersi soprattutto da insetti tipo formiche (disseminazione mirmecoria). In questo tipo di piante avviene anche un altro tipo di dispersione: zoocoria. Infatti gli uncini delle brattee dell'involucro si agganciano ai peli degli animali di passaggio disperdendo così anche su lunghe distanze i semi della pianta.

## Distribuzione
Le specie di questo genere si trovano in Argentina e Cile.

## Tassonomia
La famiglia di appartenenza di questa voce (Asteraceae o Compositae, nomen conservandum) probabilmente originaria del Sud America, è la più numerosa del mondo vegetale, comprende oltre 23.000 specie distribuite su 1.535 generi, oppure 22.750 specie e 1.530 generi secondo altre fonti (una delle checklist più aggiornata elenca fino a 1.679 generi). La famiglia attualmente (2021) è divisa in 16 sottofamiglie.

### Filogenesi
La sottofamiglia Mutisioideae, nell'ambito delle Asteraceae occupa una posizione "basale" (si è evoluta precocemente rispetto al resto della famiglia) ed è molto vicina alla sottofamiglia Stifftioideae. La tribù Nassauvieae con la tribù Mutisieae formano due "gruppi fratelli" ed entrambe rappresentano il "core" della sottofamiglia.
Il genere Calorezia descritto da questa voce appartiene alla tribù Nassauvieae. Questo genere è stato segregato dal genere Perezia, inoltre in alcuni studi più recenti (2018) il genere Perezia risulta appartenere ad un clade (interno alla tribù) formato dai generi Acourtia, Holocheilus, Nassauvia, Perezia e Triptilion; è quindi probabile che anche Calorezia appartenga a questo clade, o ne sia vicino evolutivamente.
Le principali differenze tra i generi Calorezia e Perezia si evidenziano nella morfologia dei tricomi dell'achenio, nel capolino annuente (Calorezia); nei colori dei fiori (blu, bianchi e gialli in Perezia - rosa e viola in Calorezia) e nelle brattee dell'involucro (ovate con bordi ialini in Perezia - strettamente lanceolate senza bordi ialini in Calorezia).

### Elenco specie
Comprende le seguenti 2 specie:
- Calorezia nutans (Less.) Panero
- Calorezia prenanthoides (Less.) Panero